# Michajło Łomonosow
Michajło Łomonosow (ros. Михайло Ломоносов) – teleskop kosmiczny użytkowany przez Moskiewski Uniwersytet Państwowy, zbudowany przez moskiewską firmę WNIIEM, wykorzystywany do obserwacji rozbłysków promieniowania gamma oraz wysokoenergetycznego promieniowania kosmicznego. Teleskop ten jest jednym z czterech satelitów, wystrzelonych 28 kwietnia 2016 z kosmodromu Wostocznyj w obwodzie amurskim na wschodniej części Syberii. Nazwa satelity wywodzi się od rosyjskiego fizyka i chemika Michaiła Łomonosowa.

## Instrumenty pokładowe
- TUS – do obserwacji wysokoenergetycznego promieniowania kosmicznego oraz obserwacji w paśmie światła ultrafioletowego[4]
- BDRG – do obserwacji rozbłysków gamma[4]
- UFFO – do obserwacji rozbłysków gamma[4]